# (73289) 2002 JW64
(73289) 2002 JW64 – planetoida z pasa głównego asteroid okrążająca Słońce w ciągu 5,66 lat w średniej odległości 3,18 j.a. Odkryta 9 maja 2002 roku.